# Eotournayellina
Eotournayellina es un género de foraminífero bentónico normalmente considerado un subgénero de Tournayellina, es decir, Tournayellina (Eotournayellina) de la subfamilia Chernyshinellinae, de la familia Tournayellidae, de la superfamilia Tournayelloidea, del suborden Fusulinina y del orden Fusulinida. Su especie tipo era Tournayellina? (Eotournayellina) primitiva. Su rango cronoestratigráfico abarca desde el Fameniense (Devónico superior) hasta el Tournaisiense (Carbonífero inferior).

## Discusión
Algunas clasificaciones más recientes incluyen Eotournayellina en la familia Chernyshinellidae, y en el suborden Tournayellina, del orden Tournayellida, de la subclase Fusulinana y de la clase Fusulinata.

## Clasificación
Eotournayellina incluye a las siguientes especies:
- Eotournayellina primitiva †, también considerado como Tournayellina (Eotournayellina) primitiva †